# Mitsubishi Group

Logo van de Mitsubishi Group.

De Mitsubishi Group (Japans: 三菱グループ; Mitsubishi Gurūpu), Mitsubishi Group of Companies of Mitsubishi Companies, is een Japans conglomeraat van bedrijven, dat in West-Europa voornamelijk bekend is als automerk. Het is een groep van onafhankelijk opererende Japanse bedrijven die de naam Mitsubishi delen. Hoewel ze autonoom zijn, delen ze de merknaam, evenals een gemeenschappelijke erfenis.
Om toch op hoog niveau overleg te kunnen voeren, zijn de voorzitters van de raden van bestuur van de 29 kernbedrijven lid van de Mitsubishi Kinyokai, oftewel de Vrijdag-club. Elke tweede vrijdag van de maand treft men elkaar voor een informele lunch om gemeenschappelijke doelen te bespreken.

## Geschiedenis

### Oprichting
Mitsubishi is opgericht in 1870 door Yataro Iwasaki. Hij nam in 1870 het bedrijf Tsukumo Shokai over van het toenmalige Tosa-domein en de huidige Kochi-prefectuur en legde zich toe op de scheepvaart. In 1872 werd het bedrijf onafhankelijk en veranderde Iwasaki de naam van het bedrijf naar Mitsukawa Shokai. De jaren erop onderging het bedrijf meerdere naamswijzigingen, waaronder Mitsubishi Shokai (三菱商会) in 1873, Mitsubishi Kisen Kaisha in 1874 en Yubin Kisen Mitsubishi Kaisha in 1875. 
Het bedrijf bezat in het begin drie stoomschepen en begon met het verschepen van o.a. rijst, post en soldaten. Onder de bescherming van de Japanse overheid, door o.a. subsidies en exclusieve contracten, kon het bedrijf snel groeien. Het bedrijf was trouw aan de nieuwe Meiji-regering en transporteerde de troepen tijdens de Taiwan expeditie in 1874. Hiervoor kreeg het bedrijf een jaarlijkse subsidie en meer schepen tot zijn beschikking. In 1875 kreeg het de rechten van de Shanghai lijn in bezit en met de steun van de overheid kon Mitsubishi twee buitenlandse bedrijven, de American Pacific Mail Steamship Corperation en het Engelse Peninsular and Oriental Steam Navigation Company, eruit concurreren.
De overheid gaf Mitsubishi een exclusief contract om troepen en materiaal te verschepen tijdens de Satsuma-rebellie in 1877. Hiermee maakte Mitsubishi veel winst. Aan het eind van deze opstand had Mitsubishi 73% van de schepen in Japan in bezit en had het een monopolie op de Japanse kustvaart.
In 1880 stichtte Mitsui het bedrijf Tokyo Fuhansen Kaisha (Tokyo Zeilboot Bedrijf). Met dit bedrijf wilde het gaan concurreren met Mitsubishi. Het bedrijf was financieel niet haalbaar en het werd kort na de oprichting ontbonden. De Japanse overheid keerde zich in 1882 tegen Mitsubishi en creëerde het scheepvaart bedrijf Kyodo Unyu Kaisha (Kyodo Transport Bedrijf). De concurrentiestrijd tussen de bedrijven had bijna het faillissement van beide bedrijven tot gevolg. In 1885 fuseerden de bedrijven, op initiatief van Kyodo Unyu Kaisha. Dit nieuwe bedrijf kreeg de naam Nippon Yūsen Kaisha (NYK Lijn). Dit bedrijf splitste zich af van Mitsubishi, maar werd later terug opgenomen.

### Diversificatie en decentralisatie
Yataro Iwasaki begon allerlei branches, die te maken hadden met scheepvaart, te verwerven. Als eerste werd er geïnvesteerd in mijnbouw met de aankoop van de kopermijn in Yoshiaki in 1873 en de Takashima kolenmijn in 1881. Er werd ook geïnvesteerd in verzekeringen, kranten en scheepsbouw. In 1884 werd de scheepswerf van Nagasaki gehuurd van de overheid en werd de naam gewijzigd naar Nagasaki scheepswerf & machinefabriek. Hiermee kon Mitsubishi zich toeleggen op scheepsbouw en reparatie. In 1887 werd deze scheepswerf van de overheid gekocht.
In 1885 werd de scheepvaart overgedragen aan het bedrijf Nippon Yusen Kaisha. De volgende president van Mitsubishi, Yanosuke Iwasaki vormde in 1886 het bedrijf Mitsubishi, dat gefocust was op mijnbouw en scheepsbouw. Daarnaast zette hij het beleid van diversificatie voort en toonde interesse in bankwezen, vastgoed en de opslag van goederen. In 1885 werd de 119e bank van Japan overgenomen dat later de Mitsubishi Bank werd en in 1890 werd 80 hectare land gekocht naast het keizerlijk paleis dat nu bekendstaat als Marunouchi. Het bedrijf werd in 1893 omgezet naar een houdstermaatschappij.
Yanosuke werd in 1893 opgevolgd door de zoon van Yataro Iwasaki, Hisaya Iwasaki, die de 3de president van Mitsubishi werd. Onder zijn presidentschap werd de scheepswerf van Nagasaki gemoderniseerd en vergroot. In Kobe en Shimonoseki werden scheepswerven geopend. Hiermee werd Mitsubishi Japans grootste scheepsbouwbedrijf. Het centraal besturen van het bedrijf werd door zijn omvang en diversiteit steeds moeilijker, waardoor Hisaya in 1908 het management systeem ging moderniseren. Het bedrijf werd gedecentraliseerd. Hij zette divisies op voor bankwezen, vastgoed, marketing, administratie, mijnbouw en scheepsbouw, elk met hun eigen administratie systeem.

### Evolutie naar een modern bedrijf
In 1916 werd Hisaya opgevolgd door de zoon van Yanosuke Iwasaki, Koyata Iwasaki. Het bedrijf werd door hem hervormd. De divisies van mijnbouw, scheepsbouw, bankwezen, handel en vastgoed werden dochterondernemingen van Mitsubishi Ltd. Daarnaast besloot hij een deel van de aandelen van deze bedrijven te verkopen. Tijdens de Eerste Wereldoorlog werd er gefocust op de ontwikkeling van de zware en chemische industrie. Er werd verder gediversifieerd in glas, papier, staal, elektrische apparaten, vliegtuigen en olie. Uiteindelijk werd het in drie grote bedrijven opgesplitst: Mitsubishi Bank, Mitsubishi Corporation, Mitsubishi Heavy Industries. Na de fusie van Mitsubishi Bank met Bank van Tokyo in 1996 en UFJ Holdings in 2005 werd de nieuwe naam Mitsubishi UFJ Financial Group en het is nog altijd de grootste financiële instelling van Japan. Mitsubishi werd in deze periode, na Mitsui, de tweede grootste zaibatsu van Japan.
Mitsubishi Heavy Industries is in 1934 ontstaan door een fusie van Mitsubishi Aircraft en Mitsubishi Shipbuilding, die tanks, auto's en vliegtuigen ontwikkelden. Zij bevat o.a. de bedrijven Mitsubishi Motors, Atomic Industry en Chemicals. Mitsubishi Heavy Industries produceerde het Japanse gevechtsvliegtuig Zero, dat de standaard werd tijdens de Tweede Wereldoorlog. 

### Na de Tweede Wereldoorlog
Tijdens de bezetting van Japan werd op 30 september 1946 Mitsubishi Ltd. ontbonden. Dit was het gevolg van de naoorlogse decentralisatiepolitiek. Alle bedrijven werden verzelfstandigd. Het gebruik van de naam Mitsubishi en logo werd strikt verboden.
In 1952 werd het Verdrag van San Francisco ondertekend, hetgeen het formele einde van de oorlog betekende. Hierdoor werd het weer toegestaan om de namen en logo's van de zaibatsu te gebruiken.
In 1954 vormden meer dan 100 van deze bedrijven het conglomeraat Mitsubishi. De voormalige bedrijven onder Mitsubishi Heavy Industries voegden zich er in 1964 ook bij. Dit conglomeraat van bedrijven staat bekend als de Mitsubishi-groep. 
Mitsubishi Motors werd gevormd in 1970 dat de zesde grootste autofabrikant is van Japan. Sinds 2007 is Mitsubishi Corporation Japans grootste handelsbedrijf.

## Embleem
Het logo en de naam Mitsubishi bestaan sinds de oprichting van het bedrijf Tsukumo Shokai en is een combinatie van twee familiewapens. Mitsu, dat "drie" betekent, komt van "Mitsu-gashiwa" het familiewapen van de familie Yamauchi, die de heren van het domein Tosa waren, waar oprichter Yataro Iwasaki geboren was. Bishi, dat "waterkastanje" betekent, komt van "Sangai-bishi" het familiewapen van de familie Iwasaki. In 1914 werd het huidige embleem vastgelegd.

## De Mitsubishi onderdelen

### Kernbedrijven
- Asahi Glass Co.
- Mitsubishi UFJ Financial Group
- Kirin Brewery Co., Ltd.
- Meiji Yasuda Life Insurance Company
- Mitsubishi Agricultural Machinery
- Mitsubishi Aluminum Co., Ltd.
- Mitsubishi Cable Industries, Ltd.
- Mitsubishi Chemical Corporation (deel van de Mitsubishi Chemical Holdings Corporation)
- Mitsubishi Corporation (handelsmaatschappij)
- Mitsubishi Electric Corporation
- Mitsubishi Estate Co., Ltd.
- Mitsubishi Fuso Truck and Bus Corporation
- Mitsubishi Gas Chemical Company, Inc.
- Mitsubishi Heavy Industries, Ltd.
- Mitsubishi Kakoki Kaisha, Ltd.
- Mitsubishi Logistics Corporation
- Mitsubishi Materials Corporation
- Mitsubishi Motors Corporation
- Mitsubishi Paper Mills, Ltd.
- Mitsubishi Plastics, Inc.
- Mitsubishi Rayon Co., Ltd.
- Mitsubishi Research Institute, Inc.
- Mitsubishi Shindoh Co., Ltd.
- Mitsubishi Steel Mfg. Co., Ltd.
- Mitsubishi UFJ Trust and Banking Corporation (deel van  Mitsubishi UFJ Financial Group)
- Nikon Corporation
- Nippon Oil Corporation
- NYK Line (Nippon Yusen Kabushiki Kaisha)
- P.S. Mitsubishi Construction Co., Ltd.
- Tokio Marine & Nichido Fire Insurance Co., Ltd.
- Eneco Group

Deze bedrijven zijn leden van de Mitsubishi Kinyokai  (Vrijdag-club) en komen maandelijks samen.

### Verwante bedrijven
- Atami Yowado
- Chitose Kosan Co., Ltd.
- The Dia Foundation for Research on Ageing Societies
- Diamond Family Club
- Kaitokaku
- Koiwai Noboku Kaisha, Ltd.
- LEOC JAPAN Co., Ltd.
- Marunouchi Yorozu Corp.
- Meiwa Corporation
- Mitsubishi C&C Research Association
- Mitsubishi Club
- Mitsubishi Corporate Name and Trademark Committee

- Mitsubishi Economic Research Institute
- The Mitsubishi Foundation
- Mitsubishi Kinyokai
- Mitsubishi Marketing Association
- Mitsubishi Research and Development of America
- Mitsubishi Public Affairs Committee
- The Mitsubishi Yowakai Foundation
- MT Insurance Service Co., Ltd.
- Seikado Bunko Art Museum
- Shonan Country Club
- Sotsu Corporation
- The Toyo Bunko

## Voetnoten
1. ↑  Het bedrijf werd vernoemd naar drie bestuursleden: Kawada Koichiro, Ishikawa Shichizai en Nakagawa Kamenosuke. Zij hadden alle drie de kanji voor rivier in hun naam.

### Papers
- Morikawa, Hidemasa. 1970. The Organizational Structure of Mitsubishi and Mitsui Zaibatsu, 1868-1922: A Comparative Study. The Business History Review 44 (1): 62–83. doi:10.2307/3112590.
- Yamamura, Kozo. 1967. The Founding of Mitsubishi: A Case Study in Japanese Business History. The Business History Review 41 (2): 141–60. doi:10.2307/3112564.

### Boeken
- Mitsubishi Keizai Kenkyūjo. 1955. Mitsui-Mitsubishi-Sumitomo, present status of the former Zaibatsu enterprises. Tokyo.
- Morikawa, Hidemasa. 1993. Zaibatsu: The Rise and Fall of Family Enterprise Groups in Japan. Tokyo: University of Tokyo press.
- Wray, William D. 1984. Mitsubishi and the N.Y.K., 1870-1914: Business Strategy in the Japanese Shipping Industry. Harvard University Asia Center.

### Internet
- MediaWiki KULeuven Japanologie
- Britannica. "Mitsubishi-Group"http://www.britannica.com/EBchecked/topic/386266/Mitsubishi-Group (laatst gecontroleerd op 16 april 2015)
- Mitsubishi. "History" https://www.mitsubishi.com/e/history/  (laatst gecontroleerd op 16 april 2015)
- Mitsubishi. "History" https://www.mitsubishi.com/mpac/e/history/index01.html  (laatst gecontroleerd op 16 april 2015)
- New World Encyclopedia. "Mitsubishi" http://www.newworldencyclopedia.org/entry/Mitsubishi (laatst gecontroleerd op 16 april 2015)
- Openbooke. "Mitsubishi and the nyk 1970-1914" https://web.archive.org/web/20150418215354/http://www.openbooke.com/ebook/mitsubishi-and-the-n-y-k-1870-1914.html (laatst gecontroleerd op 16 april 2015)

- Bibliotheek van het Japanse parlement: 00635385